# NGC 2372
NGC 2372 é uma nebulosa planetária na direção da constelação de Gemini. O objeto foi descoberto pelo astrônomo William Herschel em 1785, usando um telescópio refletor com abertura de 18,6 polegadas. Devido a sua moderada magnitude aparente (+11,2), é visível apenas com telescópios amadores ou com equipamentos superiores. 